# Przełęcz pod Szeroką
Przełęcz pod Szeroką – przełęcz na wysokości (741 m n.p.m.) w południowo-zachodniej Polsce w Sudetach Środkowych w Górach Sowich.

## Położenie
Przełęcz położona około 3,5 km na wschód od miejscowości Przygórze na Obszarze Chronionego Krajobrazu Gór Sowich i Bardzkich w południowo-wschodniej części Gór Sowich, po południowej stronie od wzniesienia Szeroka.

## Charakterystyka
Jest to rozległe i głębokie siodło o stromych podejściach i bardziej łagodnych skrzydłach, wyżłobione w prekambryjskich skałach (paragnejsy i pigmatyty), oddzielające masyw Szerokiej od Malinowej. Na całej przełęczy rośnie dolnoreglowy las świerkowo-bukowy.

## Szlaki turystyczne
Przez przełęcz prowadzą szlaki turystyczne: 
- czerwony - fragment Głównego Szlaku Sudeckiego, który prowadzi partią grzbietową przez całe Góry Sowie,
- niebieski - odcinek szlaku prowadzący z Wielkiej Sowy do Srebrnej Góry.